# Uralska sovjetska enciklopedija
Uralska sovjetska enciklopedija (Уральская советская энциклопедия, skraćeno УрСЭ) enciklopedijsko je izdanje na ruskome o Uralu, njegovom zemljopisu, stanovništvu i društveno-političkoj situaciji u regiji i naseljima. Glavni urednik bio je J. R. Eljkovič, a ostali urednici: V. N. Andronnikov, I. G. Birn i V. F. Golovin. Izdan je samo jedan svezak. Jedini svezak objavio je „Uralski regionalni izvršni odbor“ (ruski: Уралоблисполком "Урал. сов. энцикл.") u Sverdlovsku (danas Jekaterinburg) 1933. godine.

## Povijest
Odluku o izdanje Uralske sovjetske enciklopedije donio je Uralski regionalni odbor Komunističke partije Sovjetskoga Saveza (ruski: Уральским обкомом ВКП(б)) u svibnju 1930. godine. Godine 1931. objavljen je opširni rječnik-prospekt Uralske sovjetske enciklopedije, a dvije godine kasnije prvi svezak koji je obuhvaćao oko 650 članaka, uglavnom o gradovima Urala, prirodnima bogatstvima kraja i ležištima ruda. Ostali svesci nisu bili izdani jer je većina urednika bila potisnuta tijekom Velike čistke.

## Sadržaj
Enciklopedija obuhvaća gotovo sva područja znanja, ali u iznošenju činjenica i pojedinosti prezentacijskih materijala zamijećen je utjecaj komunističke ideologije.
| Broj sveska | Ime sveska               | Godina objavljivanja | Broj stranica |
| ----------- | ------------------------ | -------------------- | ------------- |
| 1           | А — В (А, В, С — Вяхирь) | 1933                 | 854           |

## Vanjske poveznice
- Online izdanje